# Sō Kuramoto
Sō Kuramoto (japanisch 倉本 聰, Kuramoto Sō, eigentlich Yamaya Kaoru; geboren 31. Dezember 1934 in Tokio) ist ein japanischer Drehbuchautor.

## Leben und Wirken
Sō Kuramoto studierte an der Universität Tokio n der Fakultät für Literaturwissenschaft Ästhetik. Schon während der Studienzeit war er Mitglied in der literarischen Gruppe der Theatergruppe „Nakama“ (仲間) – „Enge Gefährte“. 1959 trat er in das Unternehmen „Nippon Hōsō“ (NBS) ein, 1963 entschied er sich, als freiberuflicher Autor tätig zu werden.
Die Filme „Getsuyōbi no Yuka“ (月曜日のユカ) – „Yuka am Montag“ 1964, „Fuyu no Hana“ (冬の華) – „Blume im Winter“ 1978, „Eki“ (駅) – „Bahnhof“ 1981, die Fernsehserien „Rokuha no kamome“ (六羽のかもめ) – „Sechs Möwen“ 1974, „Ofukuro-sama“ (前略おふくろ様) – „Einfach Frau Mutter“ 1975, „Kita no kuni kara“ (北の国から) – „Aus dem Norden kommend“ 1981, „Kinō, hibetsu“ (昨日、悲別で) – etwa „Gestern, trauriger Abschied“ 1984, eine Serie, in der es um Jugendliche in einer fiktiven Kohlebergwerkstadt geht, „Ban’ei“ (ばんえい) 1973, „Uchi no Honkan“ (うちのホンカン) – „Unser Hongkan“ 1975, „Ushinawareta toki no nagare o“ (失われた時の流れを) – „Das Fließen der verlorenen Zeit“ 1990, eine Darstellung des Lebens von  Kindern, Lehrern und Wohnheimmüttern, die nicht zusammenfinden, und andere Fernsehdramen.
Bekannt wurde Kuramoto mit der Serie zu „Aus dem Norden kommend“ mit den Folgen  „Kita no kuni kara ’83 fuyu“ (北の国から'83冬) – „Aus dem Norden kommend 1986 – Winter“, „Kita no kuni kara ’84 natsu“ (北の国から'84夏) – „Aus dem Norden kommend 1984 – Sommer“, „Kita no kuni kara '87 hatsukoi“ (北の国から'87初恋) – „Aus dem Norden kommend 1987 – Erste Liebe“,  „Kita no kuni kara '89 kikyō“ (北の国から'89帰郷) – „Aus dem Norden kommend 1989 – Zurück in die Heimat“, „Kita no kuni kara '92 sudachi“ (北の国から'92巣立ち) – „Aus dem Norden kommend 1992 – Flügge werdend“, „Kita no kuni kara '95 himitsu“ (北の国から'95秘密) – „Aus dem Norden kommend 1995 – Ein Geheimnis“ und  „Kita no kuni kara '98 jidai“(北の国から'98時代) – „Aus dem Norden kommend 1998 – Die Zeit“.
In dieser Serie zeichnete Kuramoto über fast 20 Jahre das Erwachsenwerden der Geschwister Jun (純) und Hotaru (蛍) in der als Bühne benutzten Stadt Furano auf Hokkaidō. 2002 drehte er „Kita no kuni kara '02 Yuigon“ (北の国から'02遺言) – „Aus dem Norden kommend 2002 – Letzter Wille“. Damit endete das TV-Drama „Aus dem Norden kommend“. Er und das Produktionsteam von Fuji Television wurden 2002 für die Serie mit dem Kikuchi-Kan-Preis ausgezeichnet.
Kuramoto war bereits 1977 von Tokio nach Furano gezogen, wo er die locker geschriebene, aber auch zeitkritische Drehbücher verfasste. Bereits 1975 war er mit dem Mainichi-Kunstpreis ausgezeichnet worden.